# Spider-Man: Return of the Sinister Six
Spider-Man: Return of the Sinister Six é um jogo contendo personagens da Marvel Comics. Dentre eles estão: Homem Aranha, Doutor Octopus, Electro, Homem Areia, Mysterio, Abutre e Duende Macabro. A história é levemente baseada em um arco de história de mesmo nome, publicado no início dos anos 1990.

## Jogabilidade
O jogador controla o Homem Aranha por seis níveis do estilo Beat 'em up. Cada fase apresenta alguns inimigos e, no fim, um dos vilões, na seguinte ordem: Electro, Homem Areia, Mysterio, Abutre, Duende Macabro e Doutor Octopus. Alguns níveis requerem itens como chaves ou detonadores que o jogador deve encontrar para seguir em frente.
O jogador pode pular, socar, chutar, agachar, escalar algumas paredes, balançar na teia e atirar bolas de teia nos inimigos.
O Homem aranha tem apenas uma barra de vida na versão de NES, mas também tem uma chance de voltar. Não existem itens para recuperar vida, mas derrotar vários inimigos faz com que ela suba novamente.

## Diferenças entre as versões
Em comparação com a versão de NES, a do Sega Master System é mais fácil, já que alguns itens foram movidos (geralmente para locais mais fáceis de encontrar), alguns inimigos foram retirados, alguns pulos foram redesenhados para ficar mais fácil, e Doutor Octopus e Mysterio possuem apenas uma barra de vida (na versão de NES eles iriam regenerar  algumas vezes antes de ser derrotados), entre outras mudanças.
Na versão de NES, O Tema de Abertura é Mais trabalhado sonoramente. Pelo fato do console Ter Mais canais de Audio enquanto no Master System Só com o Adaptador FM que o som fica mais nitido.
A versão de Game Gear é idêntica à de Sega Master System exceto pelo fato de a tela mostrar uma menor porção da fase, o que torna mais difícil ver projéteis lançados contra o jogador. Além de o som ser o mesmo do master system se comparar o Tema inicial do game

## Recepção
Em 1992, o jogo ganhou o prêmio de melhor jogo pela revista Nintendo Power, que afirmou que "você pode executar o que parece ser o soco perfeito e depois balançar na teia para longe do inimigo."
Além de que no início dos anos 2000, o jogo vinha nas fitas de 9999 jogos para o famigerado Polystation e também na memória dos videogames plug & play de bazar, o que fez o jogo ficar bem famoso e nostálgico no Brasil. 